# Vilibald Vuco
Vilibald Vuco (Spalato, 15 luglio 1996) è un calciatore croato, difensore dello Zelina.

## Caratteristiche tecniche
È un difensore centrale.

## Carriera
Cresciuto nel settore giovanile di Hajduk Spalato e Hrvatski Dragovoljac, ha debuttato in 1. HNL il 16 luglio 2017 disputando con il Rudeš l'incontro pareggiato 1-1 contro l'Osijek.

## Palmarès
- 2. HNL

Rudeš: 2016-2017